# Volturara Irpina
Volturara Irpina ist eine italienische Gemeinde mit 2922 Einwohnern (Stand 31. Dezember 2023) in der Provinz Avellino in der Region Kampanien. Der Ort ist Teil der Bergkommune Comunità Montana Terminio Cervialto.

## Geografie
Die Nachbargemeinden sind Castelvetere sul Calore, Chiusano di San Domenico, Montella, Montemarano, Salza Irpina, Santo Stefano del Sole, Serino und Sorbo Serpico. Ein weiterer Ortsteil ist Tavernole.